# Asimptomàtic
En medicina, es considera un pacient com asimptomàtic quan és un portador d'una malaltia o infecció però no experimenta símptomes. Les infeccions asimptomàtiques també s'anomenen infeccions subclíniques. Altres malalties (com ara les malalties mentals) es podrien considerar subclíniques si presenten alguns però no tots els símptomes necessaris per a un diagnòstic clínic. També s'utilitza el terme clínicament silent.
Saber que un trastorn pot ser asimptomàtic és important perquè:
- Es poden desenvolupar símptomes més tard i així poder decidir si esperar i veure que passa o bé tractar-lo d'hora.
- Es pot resoldre o ser benigne.
- Pot requerir un tractament, per tal d'evitar altres problemes més endavant, com ara la hipertensió arterial i la hipercolesterolèmia.[1]
- Estar alerta a possibles problemes: així un hipotiroïdisme asimptomàtic fa que una persona sigui vulnerable a la síndrome de Wernicke-Korsakoff o beri-beri després d'administrar glucosa intravenosa.[2]
- La persona afectada pot ser infecciosa i sense saber-ho, transmetre la infecció a altres.

Un exemple d'una malaltia asimptomàtica és una infecció per citomegalovirus (CMV), un tipus de virus herpes. "S'estima que 1% de tots els nadons estan infectats amb CMV, però la majoria de les infeccions són asimptomàtiques." (Knox, 1983; Kumar i cols. 1984). En algunes malalties, la proporció de casos asimptomàtics pot ser important. Per exemple, en l'esclerosi múltiple s'estima que al voltant del 25% dels casos són asimptomàtics, sent aquests casos detectats postmortem o simplement per coincidència (com troballes incidentals), mentre es tracta o s'explora el pacient per altres malalties.
Un altre exemple és Opisthorchis viverrini, l'agent causal de l'Opistorquiosi, que en un 90 - 95% dels casos no arriben a presentar simptomes.